# 詹尼·阿韦拉伊莫
詹尼·阿韦拉伊莫（義大利語：Gianni Averaimo，1964年9月10日—），意大利前男子水球运动员。他曾代表意大利国家队参加1988年和1992年夏季奥林匹克运动会水球比赛，其中1992年奥运会获得金牌。